# 諾勒-于夫達爾
諾勒-于夫達爾（挪威語：Nore og Uvdal）是挪威布斯克吕郡的市镇，行政中心为勒德貝格村。市镇面积为2,501平方公里，人口数量为2,695人（2004年），人口密度为每平方公里1人。